# Joel Cox
Joel Edward Cox, född 2 april 1942 i Los Angeles i Kalifornien, är en amerikansk filmklippare. Han är mest känd för att ha samarbetat tillsammans med Clint Eastwood, i över trettio filmer.

## Filmografi (i urval)

### Klippare
- 2024 – Juror No. 2
- 2021 – Cry Macho
- 2019 – Richard Jewell
- 2018 – The Mule
- 2018 – Den of Thieves
- 2017 – All Eyez on Me
- 2014 – American Sniper
- 2014 – Jersey Boys
- 2013 – Prisoners
- 2012 – Trouble with the Curve
- 2011 – J. Edgar
- 2010 – Livet efter detta
- 2009 – Invictus – de oövervinneliga
- 2008 – Gran Torino
- 2008 – Changeling
- 2006 – Letters from Iwo Jima
- 2006 – Flags of Our Fathers
- 2004 – Million Dollar Baby
- 2003 – Mystic River
- 2002 – Blodspår
- 2000 – Space Cowboys
- 1999 – Ögonblicket före tystnaden
- 1997 – Midnatt i ondskans och godhetens trädgård
- 1997 – Absolut makt
- 1995 – The Stars Fell on Henrietta
- 1995 – Broarna i Madison County
- 1993 – A Perfect World
- 1992 – De skoningslösa
- 1990 – The Rookie - Nykomlingen
- 1990 – Vit jägare, svart hjärta
- 1989 – Pink Cadillac
- 1988 – Bird
- 1988 – Dödsspelet
- 1986 – Heartbreak Ridge
- 1986 – Ratboy
- 1985 – Pale Rider
- 1984 – Tightrope
- 1983 – Sudden Impact
- 1982 – Honkytonk Man
- 1982 – Death Valley
- 1980 – Bronco Billy
- 1978 – Den vilda fighten
- 1977 – Hetsjakten
- 1976 – Hårdingen
- 1975 – Kör hårt, Marlowe!

### Assisterande klippare
- 1979 – Flykten från Alcatraz
- 1977 – Marschera eller dö
- 1976 – Mannen utanför lagen
- 1975 – Rafferty och "Drömbrudarna"
- 1974 – Dödlig impuls
- 1973 – Cleopatra Jones – specialagent
- 1969 – Älska aldrig en främling
- 1969 – Det vilda gänget

### Ljudavdelning
- 1969 – The Learning Tree